# タカアンドトシのおねだり牛肉宅配便
『タカアンドトシのおねだり牛肉宅配便』（タカアンドトシのおねだりぎゅうにくたくはいびん）は、日本テレビ系列で2012年から2016年まで放送された中京テレビ制作の特別番組（バラエティ番組）。タカアンドトシの冠番組である。

## 概要
交友関係が狭いタカアンドトシが最高級牛肉を手土産に友達になりたい有名人のもとを訪れ、牛肉を厚く切り分ける代わりに、有名人に「友達になった証にこれをしてほしい」と「おねだり」して親交を深める。
なお、2016年で当シリーズは終了し、翌2017年は事実上の後継番組として、これまでに2回特番で放送され、同じ中京テレビ制作・タカアンドトシ司会の『世界の年収400マン』の第3弾となる『世界の年収400マン 400万円で夢の豪邸&セレブ生活』が、3月10日（金曜日）の19:00 - 20:54枠にて放送された。

## 出演者
- タカアンドトシ

## 放送日時
| 回数  | 放送日時                    | タイトル                                                                    | タカが友達になりたい有名人                                                                      |
| ----- | --------------------------- | --------------------------------------------------------------------------- | ----------------------------------------------------------------------------------------------- |
| 第1回 | 2012年2月5日 15:00 - 16:25  | タカアンドトシのおねだり牛肉宅配便                                          | 白鵬、哀川翔、東尾理子（石田純一）                                                              |
| 第2回 | 2013年2月3日 15:00 - 16:25  | タカアンドトシのおねだり牛肉宅配便2 一流有名人を訪問してド緊張SP            | 吉田沙保里、鎧塚俊彦（川島なお美）、徳光和夫                                                    |
| 第3回 | 2014年2月2日 15:00 - 16:25  | タカアンドトシのおねだり牛肉宅配便3 高級牛肉80Kｇで一流有名人のお宅に突撃SP | 振分親方、梅沢富美男（池田明子）、草野仁                                                        |
| 第4回 | 2014年9月16日 19:00 - 20:54 | タカトシのおねだり牛肉宅配便! 一流有名人と高級牛肉80kgで友達になりたいSP    | 舘ひろし、葛西紀明、石田純一ファミリー（東尾理子）                                              |
| 第5回 | 2015年2月24日 19:00 - 20:54 | タカトシ牛肉宅配便! 豪邸&私生活!憧れのスターと高級牛肉100kgで友達にSP       | 本田望結、逸ノ城、梅宮辰夫ファミリー（クラウディア・梅宮アンナ）、山村紅葉                      |
| 第6回 | 2016年2月26日 19:00 - 20:54 | タカトシ牛肉宅配便! 優勝力士＆日本代表＆歌舞伎ファミリー天才子役と友達にSP  | 白鵬・日馬富士・鶴竜・琴奨菊・稀勢の里・照ノ富士、 中村橋之助・三田寛子、寺田心、サクラセブンズ |

## スタッフ
第6回放送分
- ナレーション：木村匡也（第6回）
- 構成：岩立良作、塩野智章、山谷隆、相澤昇、松林健
- CAM：荒木哲志
- AUD：玉城善彦
- 編集：賀古勝利（第6回）
- MA：田村佑資（第6回）
- 音効：磯川浩己
- TK：梅澤和世
- 美術：松沢由之
- CG：パークグラフィックス
- 衣装：shin
- メイク：佐々木美香、芳野史絵（2人共→第6回）
- フードコーディネーター：小菅貴子（第6回、以前も担当していた）
- 協力：米久株式会社、キロサ肉畜生産センター
- 技術協力：スウィッシュ・ジャパン、glow、GLink Studio（G→第5回）、フジアール、Nextry
- 広報：山田有吉（CTV、第6回）
- デスク：松丸智美（CTV）
- 編成：川畑宏海（CTV）
- データ放送：森本英樹（CTV、第5回）
- AD：宇佐美昭、山口麻耶（山口→第5,6回）、宮上賢蔵、児玉光生、河野宏樹（山口以外→第6回）
- ディレクター：松田裕士（b-DASH、第6回、以前も担当していた）、赤堀哲也（ロックンロール商店）、古川雄一（CTV）
- 演出：笠井知己（CTV）
- 演出監修：岡田秀行（b-DASH）
- プロデューサー：簑羽慶（CTV、第6回）、森俊和（よしもとクリエイティブ・エージェンシー）、永田浩子（b-DASH）／末延靖章（日テレ、第6回）
- チーフプロデューサー：村井清隆（CTV、第6回）
- 制作協力：吉本興業、b-DASH
- 企画制作：日本テレビ（ゴールデン特番のみ）
- 製作著作：中京テレビ

### 過去のスタッフ
- ナレーター：真地勇志（第5回まで）
- 編集：生江正俊、加賀勝利（加賀→第5回）
- MA：吉沼秀夫、河野翔平（河野→第5回）
- メイク：穴山友紀、樽谷有美子（樽谷→第5回）
- フードコーディネーター：藤田富美子、山口まさみ（山口→第5回）
- 協力：國學院大學
- 技術協力：タイムリー（第5回）
- 広報：畑中美香（CTV、第5回まで）
- データ放送：林義人（CTV）
- AD：町田美穂、奥山和貴、中尾知熙、堀田彩、西尾友里、南麻結、宮原和音（堀田以降→第5回）
- ディレクター：安井章浩（第5回）
- プロデューサー：深谷浩規（CTV）、倉田忠明（日テレ、第4回）、横田崇（日テレ、第5回）

## 参考
1. ↑  世界の年収400マン 400万円で夢の豪邸＆セレブ生活：中京テレビ
2. ↑  タカアンドトシ・タカが大相撲の力士と稽古、横綱白鵬とも交流 お笑いナタリー 2016年1月21日更新、同日閲覧。
3. ↑  これは当番組が放送された時間帯が本来、日本テレビの制作枠のためである。かつて中京テレビが制作していた『サルヂエ』が深夜枠で放送されていた頃に、ゴールデン枠で放送されたスペシャルでも同様の態勢が取られていた。後にゴールデンでのレギュラー放送開始の際は、企画制作と製作著作が入れ替わった。